# Улансухай
40°18′ пн. ш. 105°54′ сх. д. / 40.3° пн. ш. 105.9° сх. д.
Формація Улансухай (спрощ.: 乌兰苏海组; кит. трад.: 烏蘭蘇海組; піньїнь: Wūlánsūhǎi Zǔ) — геологічне утворення у провінції Внутрішня Монголія на півночі Китаю. У формації виявлено рештки динозаврів, черепах та ракоподібних.
Формацію Улансухай традиційно вважали аптсько-альбським етапом нижньої крейди через подібність між улансухайською фауною та відомими аптськими утвореннями. Однак радіометричне датування, проведене на утвореннях, показало, що це невірно. Через вік підстилаючих порід формація Улансухай не може бути старшою за туронський ярус пізньої крейди, приблизно 92 млн років.

## Вміст копалин

### Динозаври
| Динозаври                      | Динозаври   | Динозаври                                                                                 | Динозаври  | Динозаври |
| Таксони                        | Присутність | Таксономія і матеріал                                                                     | Зображення |           |
| ------------------------------ | ----------- | ----------------------------------------------------------------------------------------- | ---------- | --------- |
| Chilantaisaurus tashuikouensis |             | Примітивний целурозавр                                                                    |            |           |
| Gobisaurus domoculus           |             | Анкілозавр. «Череп [і, можливо] посткраніум».                                             |            |           |
| Shaochilong maortuensis        |             | Кархародонтозаврид, раніше Chilantaisaurus maortuensis .                                  |            |           |
| Sinocephale bexelli            |             | Пахіцефалозаврид, відомий за нині втраченими фрагментами черепа. Раніше Troodon bexelli . |            |           |
| Sinornithomimus dongi          |             | Орнітомімід. «Чотирнадцять скелетів, від молодих до дорослих».                            |            |           |
| Невизначений ігуанодонт        |             |                                                                                           |            |           |

### Черепахи
| Таксони              | Присутність | Опис                     | Зображення |
| -------------------- | ----------- | ------------------------ | ---------- |
| Kuhnemys maortuensis |             | Пантріоніхідова черепаха |            |

### Остракоди
| Taxa         | Presence | Description | Image |
| ------------ | -------- | ----------- | ----- |
| cf. Cypridea |          | A Cyprideid |       |